# داغ كلافنيس
داغ كلافنيس (بالنرويجية البوكمول: Dag Klaveness)‏ هو مالك سفن ‏ نرويجي، ولد في 22 سبتمبر 1913، وتوفي في 26 فبراير 1986.